# Yoshinori Muto
Yoshinori Muto (Setagaya, 15 de juliol de 1992) és un futbolista japonès que juga com a davanter centre pel Vissel Kobe i la selecció del Japó.
Es va formar a les categories inferiors del FC Tokyo i a l'equip de la Universitat de Keio. Ha jugat pel FC Tokyo, el Mainz 05 i el Newcastle United.